# Glomus ambisporum
Glomus ambisporum är en svampart som beskrevs av G.S. Sm. & N.C. Schenck 1985. Glomus ambisporum ingår i släktet Glomus och familjen Glomeraceae.   Inga underarter finns listade i Catalogue of Life.